# 千葉科学大学附属高等学校
千葉科学大学附属高等学校（ちばかがくだいがくふぞくこうとうがっこう）は、千葉県銚子市に本校がある千葉県知事認可の私立通信制高等学校。
2022年（令和4年）4月1日に開校した。千葉科学大学本部キャンパス敷地内に校舎を置く。

## 概要
- 通信教育を行う区域は日本国内及び海外17カ国（中国・韓国・スリランカ・パキスタン・ネパール・ベトナム・フィリピン・マレーシア・台湾・ロシア・エジプト・サウジアラビア・インド・インドネシア・バングラデシュ・ブラジル・メキシコ・モンゴル・タイ）である[1]。

## 沿革
（沿革の出典は法人公式サイト）
- 2022年（令和4年）
  - 3月 - 千葉科学大学附属高等学校設置認可[3]
  - 4月1日 - 開校

## 設置学科
- 普通科（広域制）

入学は4月と10月の2回である。

## 教育
- 学習方法

教科書や教材（家庭学習用DVD-ROM等）で自学自習をし、各教科・科目ごとに決められた枚数のレポート（課題）に取り組んで添削を受ける。
- スクーリング

指定日に登校し、先生から直接面接指導（スクーリング）を受ける。学期末ごとに試験を受験して合格すると、単位が認定される。

## 進学実績
令和4年度実績
- 千葉科学大学 危機管理学部

- 帝京大学